# Bräunlingen
La ciudad de Bräunlingen (pronunciación en alemán: /ˈbʁɔɪ̯nlɪŋən/ⓘ) con una población total de 5.889 habitantes registrada hasta el 30 de septiembre de 2013, está ubicada en el distrito de Selva Negra-Baar en Baden-Wurtemberg, Alemania.
En cuanto a su historia, se han descubierto hallazgos de la Edad de Piedra en el barrio Bruggen y en la parcela Gießnau, incluyendo restos de palafitos. Adicionalmente, en un túmulo en la parcela Niederwiesen hubo una gran variedad de hallazgos de un periodo de aproximadamente 3500 años (neolítico hasta la época merovingia temprana). También se hallaron varios campos funerarios de los alamanes de después de la expulsión de los romanos.